# HD95291
HD95291 — хімічно пекулярна зоря спектрального класу
A0 й має видиму зоряну величину в смузі V приблизно  8,3.

## Пекулярний хімічний склад
Зоряна атмосфера HD95291 має підвищений вміст 
Si
.